# Imago TV
Imago TV, ou Imago est un site web français mis en ligne en décembre 2018 et regroupant, au printemps 2020, 2500 vidéos et pistes audio, sur les thèmes de la transition écologique, démocratique, énergétique ou des questions sociales et sociétales,,.

## Présentation
Imago TV se présente comme une plateforme d'information et d'éducation populaire grand public. 
Ses contenus se déclinent en huit thématiques (conscience, alternatives, esprit critique, santé et alimentation, écologie, économie, société et histoire politique) et sous quatre formats (web-séries, documentaires, courts-métrage et podcast). Imago TV sélectionne et agrège les contenus d'une vingtaine de plateformes audio et vidéo différentes. 

## Historique
Depuis fin novembre 2019, Imago TV dispose de ses propres serveurs vidéo en partenariat avec Framasoft et y héberge des contenus en exclusivité.